# Queda de Cabul (2001)
A queda de Cabul ocorreu em 2001 durante a Guerra do Afeganistão. As forças da Aliança do Norte começaram seu ataque na cidade em 13 de novembro e fizeram rápidos progressos em relação às forças do Talibã que haviam sido fortemente debilitadas pelos bombardeios aéreos estadunidenses e britânicos. O avanço foi mais rápido do que inicialmente estimado e, no dia seguinte, as forças da Aliança do Norte (apoiadas pela ODA 555)  entraram em Cabul e não encontraram resistência dentro da cidade. As forças talibãs recuaram para Kandahar, no sul. 
Juntamente com a queda de Mazar-i-Sharif cinco dias antes, a captura de Cabul foi um golpe significativo para o controle talibã do Afeganistão.
Como resultado de todas as perdas, os membros sobreviventes do Talibã e da Al-Qaeda recuaram em direção a Kandahar, berço espiritual e lar do movimento Talibã, e Tora Bora. 